# Luigi Corteggi
Pour les articles homonymes, voir Cortez.
Luigi Corteggi, également connu sous le pseudonyme de Cortez (Milan, 21 juin 1933 - Casorzo, 26 juillet 2018), était un illustrateur italien. Il est surtout connu pour son activité de graphiste pour la Editoriale Corno et pour Sergio Bonelli Editore, pour lequel il a créé les graphismes de magazines célèbres tels que Kriminal et Dylan Dog . Le directeur artistique le plus célèbre du monde de la bande dessinée italienne est considéré par les critiques spécialisés,.   

## Biographie
Diplômé de l'Académie des Beaux-Arts de Brera, après avoir dirigé pendant quelques années son propre studio de publicité, il se lance dans l'édition. Il collabore d'abord avec Editrice Universo, puis à partir de 1965 avec Editoriale Corno, pour s'occuper du graphisme du des publications créant les logos des Kriminal, Satanik, Maschera Nera, Gesebel, Eureka, Alan Ford et bien d’autres, illustrant certaines de leurs couvertures et réalisant également des dessins et des encres pour les planches ; prend également en charge les graphismes des têtes des super-héros Marvel Comics.  Après avoir réalisé quelques histoires de Black Mask, il se rend chez Kriminal et Satanik, deux personnages du genre noir italien créé par Max Bunker, pour qui il crée les logos des titres et réalise également des épisodes, ainsi que des centaines de reprises ; il a ensuite travaillé comme dessinateur et encreur pour d'autres personnages de Bunker tels que Gesebel et Alan Ford - et il réalisera également les dix premières couvertures. En tant que conservateur, il s'occupe également de la mise en page des nombreuses publications de l'éditeur et produit également sa propre série de bandes dessinées, Thomas, une série de cartes postales humoristiques, des œuvres graphiques pour des magazines, des encyclopédies et des publications scientifiques. La relation avec Corno a été interrompue en 1975 lorsqu'il est entré en tant que directeur artistique chez Sergio Bonelli Editore, où il lui a été demandé de traiter à la fois du côté technique et du côté plus créatif des graphismes généraux, du lettrage, des couvertures et des marques et gérer les contacts avec les concepteurs débutants. Dans les années soixante-dix, il travailla également avec Il Giornalino .  
Dans les années quatre-vingt, il réalise un épisode de la série de bandes dessinées Collana Rodeo - Le vaisseau spatial perdu, le seul récit de science-fiction de la série. En tant que graphiste, il réalise les titres de toutes les publications de Bonelli qui ont commencé après son arrivée, telles que Ken Parker, Mister No, Martin Mystère, Dylan Dog, Nick Raider, Nathan Never et bien d'autres qui se distinguent par leur élégance graphique jamais vue auparavant. Série de bande dessinée italienne. 

## Récompenses
- Exposition consacrée "Luigi Corteggi - Un peintre prêté à la bande dessinée" - La bibliothèque de bandes dessinées Supergulp! - Milan, 3/18 avril 2010[3],[4].